# Lymantria antennata
Lymantria antennata is een vlinder uit de familie van de spinneruilen (Erebidae), onderfamilie donsvlinders (Lymantriinae).
De mannetjes hebben een spanwijdte van ongeveer 5 centimeter. De vrouwtjes hebben gedegenereerde vleugels en een lijf van ongeveer 2,5 centimeter. 
De soort komt voor in het oosten van Australië. 